# نادي دوردريخت
نادي دوردريخت لكرة القدم نادي كرة قدم هولندي يقع في مدينة دوردريخت. تأسس النادي في 1883. يلعب حاليا في الدرجة الأولى.